# Döbrönte
Döbrönte è un comune dell'Ungheria di 286 abitanti (dati 2001). È situato nella contea di Veszprém.